# Tomáš Sluka
Tomáš Sluka (19 maggio 1978) è un ex giocatore di calcio a 5 ceco.

## Carriera
A livello di club Sluka ha indossato le maglie di Čepo Poruba, Mikeska Ostrava, Jistebník ed Era-Pack Chrudim, oltre ad avere una breve parentesi nel calcio con l'Opava. Durante quindici anni di carriera, ha segnato 331 reti nelle prime due serie del campionato ceco di cui oltre 250 in 1. Futsal Liga. Con la nazionale ceca Sluka ha disputato 113 partite partecipando a due edizioni della Coppa del Mondo e a quattro campionati europei. Si è ritirato nel 2010.

## Palmarès
- Campionato ceco: 6
Mikeska Ostrava: 1997-98
Jistebník: 2001-02, 2005-06
Era-Pack Chrudim: 2007-08, 2008-09, 2009-10
- Coppa della Repubblica Ceca: 4
Jistebník: 2000-01
Era-Pack Chrudim: 2007-08, 2008-09, 2009-10